# A. J. Hackett

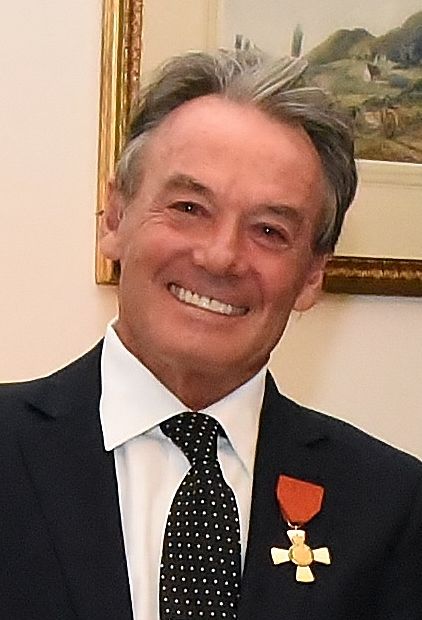
A. J. Hackett

Alan John „A. J.“ Hackett ONZM (* Mai 1958 in Pukekohe, Neuseeland) ist ein Unternehmer, der den Extremsport Bungee-Springen populär gemacht hat.

## Leben
Hackett wuchs in North Shore City auf. Er besuchte die Westlake Boys High School, die er mit 16 Jahren verließ. Daraufhin begann er eine Lehre als Zimmermann. Zu dieser Zeit begann er damit Snowboard und Ski zu fahren.

## Bungee-Springen
Inspiriert von dem Video des Oxford Dangerous Sports Club und den Lianenspringern von Pentecôte entwickelte er ein sehr belastbares Gummiseil. Im selben Jahr, 1986, führt er erste Testsprünge auf Neuseelands Nordinsel durch. 1987 sprang Hackett illegal von der zweiten Ebene des Eiffelturms in Paris.
Im Jahre 1988 gründete Hackett das Unternehmen AJ Hackett Bungy und in Queenstown (Neuseeland) den weltweit ersten kommerziellen Ort zum öffentlichen Bungee-Springen. 1990 kamen in der Normandie (Frankreich) das Viaduc de la Souleuvre und in Cairns (Australien) weitere Orte zum Bungee-Springen hinzu, außerdem sprang Hackett erstmals aus einem Hubschrauber. Bei diesem Sprung spannte sich das Seil 380 Meter. 1999 wurde der einmillionste Kunde beim Bungee-Springen gezählt. Im Jahr 2000 sprang Hackett von der Royal Gorge Bridge in Colorado (USA), der höchsten Brücke der Welt. 2004 wurde das höchste Bungee-Springen eröffnet, an der Royal Gorge Bridge in Colorado (USA). Hackett veröffentlichte 2006 seine Autobiografie „Jump Start“. Im selben Jahr führte er das höchste permanente kommerzielle Bungee-Springen in Macau (Volksrepublik China) am Macau Tower ein.